# Parcul Alpinet
Parcul Alpinet ist ein Park in Timișoara. Er befindet sich am linken Begaufer, gegenüber dem Park der Kathedrale.

## Geografische Lage
Der Parcul Alpinet liegt im Stadtbezirk Elisabetin und erstreckt sich zwischen der Bega, dem Podul Traian, dem Podul Tinereții und dem Splaiul Tudor Vladimirescu. Die Anlage ist Teil des Parkgürtels, der sich entlang der Bega erstreckt.

## Beschreibung
Der heutige Parcul Alpinet wurde 1924 von dem Architekten Mihai Demetrovici gegründet. Damals handelte es sich um ein Arboretum mit zahlreichen alpinen und subalpinen Baumarten. In der Mitte des Parks befindet sich die Terrasse „Flora“, das Restaurant „Cina“, unter der Trajansbrücke der „Jazz-Club 33“ und auf der Bega das Schiff „Pelican“ mit einem Restaurant.
Der Park erstreckt sich über eine Fläche von zwei Hektar und ist terrassenförmig angelegt, mit zahlreichen Stufen und Stützmauern. Die Uferpromenade ist mit Zierpflanzen und Bäumen gesäumt. Die heutige Gestaltung erhielt der Park 1967 nach den Plänen des Architekten Ştefan Iojică, gleichzeitig mit dem Park der Kathedrale auf der gegenüberliegenden Begaseite, um eine einheitliche Gestaltung der beiden Ufer zu gewährleisten. 2003 wurde der Park durch die Bepflanzung der Uferpromenade mit Magnolien noch einmal umgestaltet.